# Friedrich von Gontard

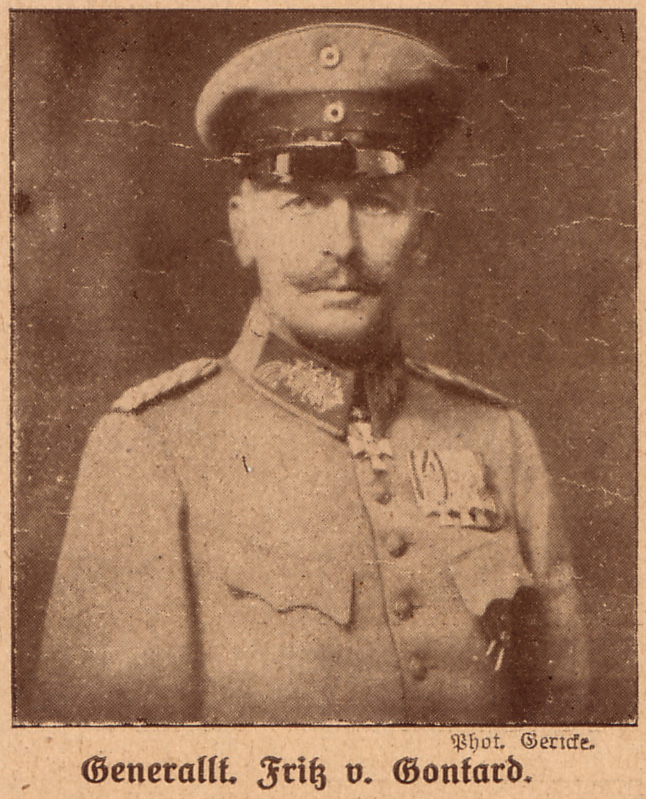
Generalleutnant Friedrich von Gontard

Friedrich Ferdinand Hans Erdmann von Gontard (* 5. August 1860 in Frankfurt (Oder); † 17. März 1942 in Potsdam) war ein deutscher General der Infanterie.

## Leben
Friedrich von Gontard entstammte einer ursprünglich französischen Familie aus der Dauphiné. Um 1700 mussten seine hugenottischen Vorfahren Frankreich verlassen und nach Deutschland umsiedeln. 1767 wurden die Gontards in den Reichsritterstand aufgenommen.
Gontard trat am 15. April 1878 als Sekondeleutnant in das Magdeburgische Jäger-Bataillon Nr. 4 der Preußischen Armee in Naumburg (Saale) ein. Vom 1. Oktober 1883 bis 21. Juli 1886 absolvierte er die Kriegsakademie und war vom 22. März bis 1. April 1888 zum Großen Generalstab kommandiert. Als Premierleutnant (seit 17. September 1887) erfolgte am 19. September 1888 seine Versetzung in das Kurhessische Jäger-Bataillon Nr. 11 nach Marburg. Ab 26. Februar 1891 war Gontard Adjutant der 13. Infanterie-Brigade, wurde als solcher am 27. Januar 1893 zum Hauptmann befördert und am 14. September des gleichen Jahres Kompaniechef im Jäger-Bataillon Nr. 11. Anschließend versetzte man ihn in gleicher Funktion nach Berlin zur Inspektion der Jäger und Schützen. Zeitgleich unter Belassung in dieser Stellung wurde Gontard am 27. Januar 1900 in das Hannoversche Jäger-Bataillon Nr. 10 nach Goslar versetzt und zum Major befördert. Am 25. Februar 1902 übernahm er das I. Bataillon des Oldenburgischen Infanterie-Regiments Nr. 91. Es folgte am 15. September 1905 die Ernennung zum Kommandeur des 2. Schlesischen Jäger-Bataillons Nr. 6 in Oels. Man beauftragte Gontard am 21. Februar 1909 mit der Führung des Infanterie-Regiments „Herzog Karl von Mecklenburg-Strelitz“ (6. Ostpreußisches) Nr. 43 und setzte ihn unter gleichzeitiger Beförderung zum Oberst am 20. April 1909 als Regimentskommandeur ein. Er schätzte Albert Krantz, den Musikmeister des Regiments. Seiner Empfehlung verdankte Krantz den sehr selten verliehenen Titel Kgl. Musikdirektor.
Seit dem 1. Oktober 1912 Generalmajor, befehligte Gontard die 79. Infanterie-Brigade in der 14. Division (Deutsches Kaiserreich) und ab 27. Januar 1913 die 4. Garde-Infanterie-Brigade.
Diese Kommando behielt Gontard nach Ausbruch des Ersten Weltkrieges zunächst bei, befehligte ab 17. Dezember 1914 die 30. Division und kam an der Westfront zum Einsatz. Am 18. April 1916 wurde er Generalleutnant und ab 21. September 1917 zusätzlich für sechs Wochen mit der Vertretung des Kommandierenden Generals des XIV. Armee-Korps beauftragt. Schließlich folgte am 2. November 1917 seine Ernennung zum Kommandierenden General des Korps.
Nach Kriegsende wurde Gontard zunächst auf seinem Posten belassen, am 28. Juni 1919 zur Verfügung gestellt sowie am 19. Juli 1919 verabschiedet und in den Ruhestand versetzt.
Anlässlich des 25. Jahrestages des Beginns des Ersten Weltkrieges und der Schlacht bei Tannenberg erfolgte am 27. August 1939 die Verleihung des Charakters als General der Infanterie.

## Auszeichnungen
- Preußisches Dienstauszeichnungskreuz[1]
- Ehrenkreuz des Greifenordens[1]
- Ehrenritterkreuz I. Klasse des Oldenburgischen Haus- und Verdienstordens des Herzogs Peter Friedrich Ludwig[1]
- Reußisches Ehrenkreuz II. Klasse[1]
- Komtur II. Klasse des Herzoglich Sachsen-Ernestinischen Hausordens[1]
- Herzog-Ernst-Medaille[1]
- Offizierskreuz des Lippischen Hausordens[1]
- Ritter der Ehrenlegion[1]
- Eisernes Kreuz (1914) II. und I. Klasse
- Roter Adlerorden II. Klasse mit dem Stern, Eichenlaub und Schwertern
- Kronenorden II. Klasse
- Pour le Mérite mit Eichenlaub
  - Pour le Mérite am 9. April 1918
  - Eichenlaub am 4. August 1918[2]